# إبيسو (طوكيو)

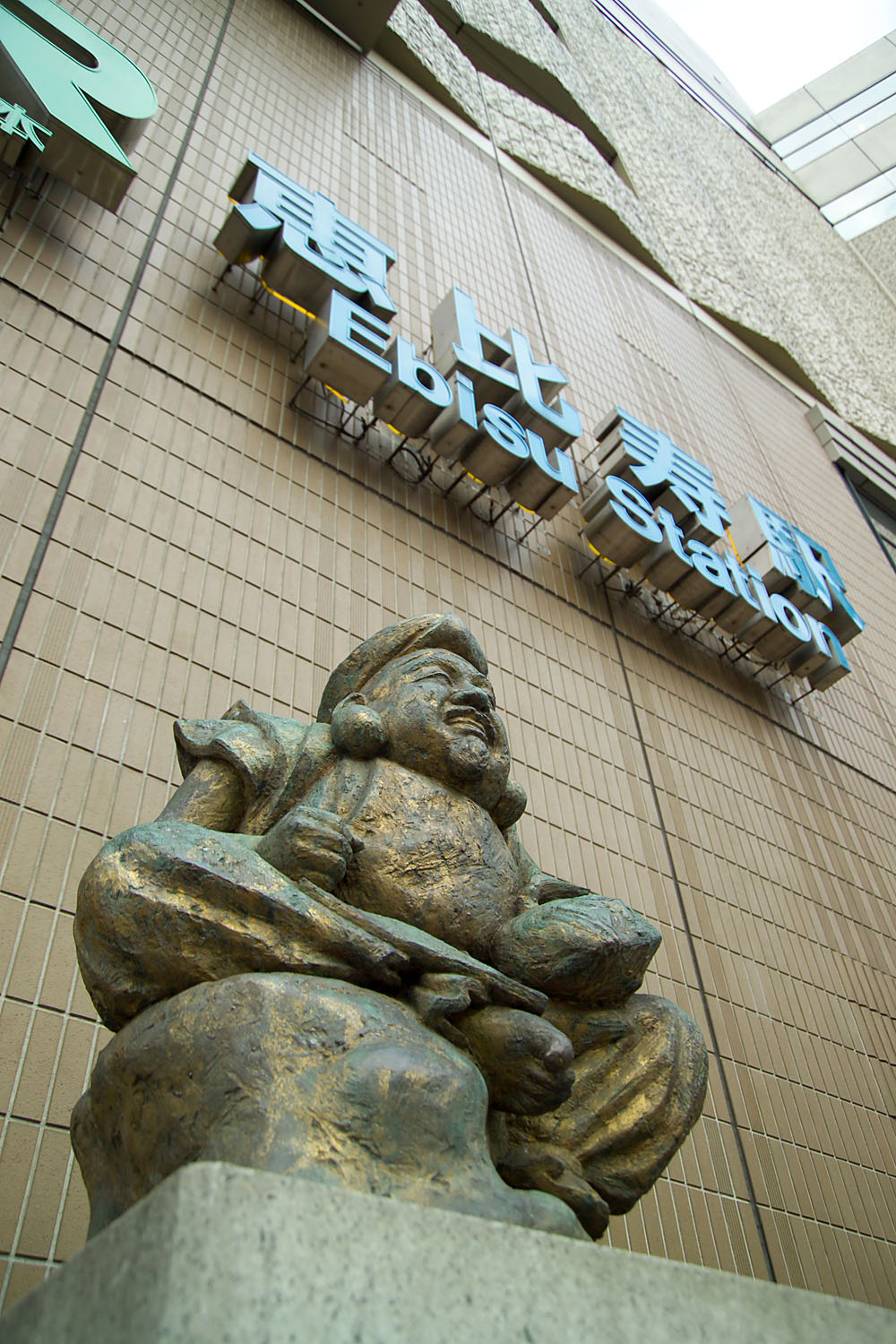
تمثال الإله إبيسو أمام محطة إبيسو.

إبيسو (باليابانية: 恵比寿) هي أحد مناطق حي شيبويا، في العاصمة اليابانية طوكيو على مقربة من روبونغي ومركز حي شيبويا ويمكن الوصول إليه عن طريق محطة إبيسو على خط يامانوته وخط هيبيا.

## التسمية
تأسست هذه المنطقة حوالي عام 1928 مع تطور صناعة البيرة في ذلك الحي. حيث أن بيرة إبيسو المرتبطة بالإله إبيسو ظهرت عام 1890 في ذلك الحي وتعتبر من أشهر أنواع البيرة اليابانية.

## أهم الأماكن
تعتبر منطقة إبيسو مع المناطق المجاورة مثل دايكانياما وهيرو مركزا لمتجار الملابس والحلويات والتسوق الراقي المستوى. كما تعتبر حديقة إبيسو مركزا لجذب الزوار، كما يقع المركز الرئيسي لشركة سابورو للمشروبات في هذه المنطقة.